# Солза (животное)
Со́лза (лат. Solza margarita) — один из представителей эдиакарской биоты, систематическое положение которого не определено. Его отпечатки были найдены в вендских отложениях на берегах реки Солза (Приморский район Архангельской области).
Родовой эпитет дан по названию реки Солза, видовой — латинизированная форма др.-греч. μαργᾰρίτης — жемчужина.

## Морфология
Тело солзы имеет яйцевидные очертания, в центре — выпуклое низкоконическое (вершина конуса смещена к заострённому концу), а по краям — слегка уплощённое. У обнаруженных отпечатков длина варьируется от 7,2 до 10,5 мм, ширина — от 5,3 до 8 мм. Почти все отпечатки немного деформированы (тело солзы прогнуто на одном из концов или завалено набок).
Поверхность отпечатков покрыта расходящимися от центра многократно ветвящимися валиками, которые отобразили наличие каких-то бороздок на поверхности. Судя по их нечёткому рельефу, вероятнее всего, что они образовались над какими-то внутренними полостями тела после смерти животного. Из этого можно сделать вывод, что тело солзы содержало единую систему сообщающихся друг с другом внутренних полостей, тонкие концы которых доходили до краёв тела и, возможно, открывались наружу. Такие сообщающиеся с внешней средой полости, очевидно, связаны с питанием животного — видимо, солза питалась отфильтрованными из воды микроорганизмами, частицами взвеси или растворёнными веществами.
Поскольку для билатеральных животных не свойственен оседлый образ жизни, то, видимо, солза могла передвигаться, хотя никаких дорожек на отпечатках не обнаружено.